# Estádio Hermínio Ometto
Estádio Hermínio Ometto – stadion piłkarski w Araras, São Paulo (stan), Brazylia, na którym swoje mecze rozgrywa klub União São João Esporte Clube.
Pierwszy gol: Celso Luis (União São João)
Inauguracja oświetlenia: 12 lipca 1991 (União São João – S.E.Palmeiras 1-0)